# Filialkirche Gräbern

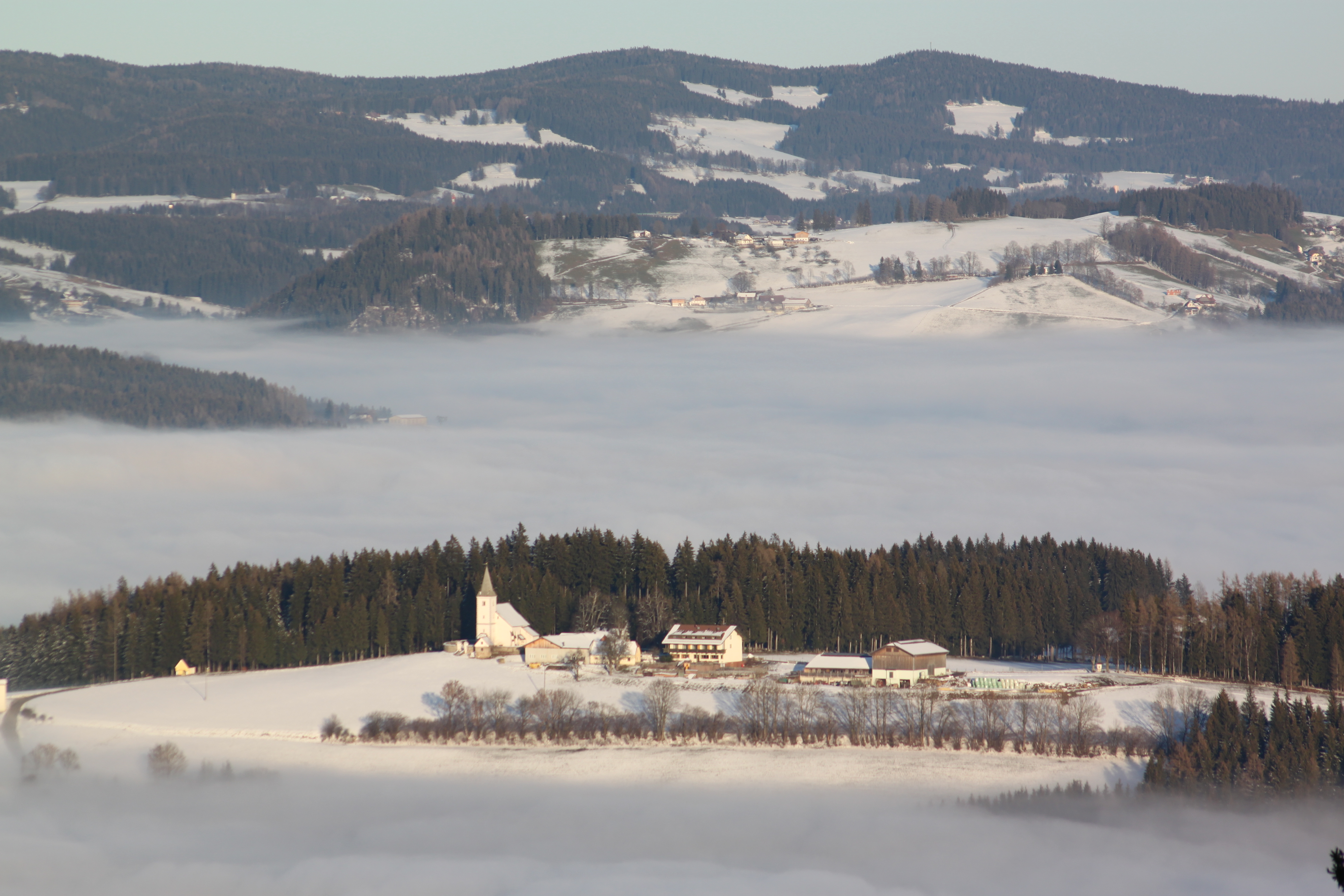
Katholische Filial- und Wallfahrtskirche Hll. Philippus und Jakobus in Gräbern

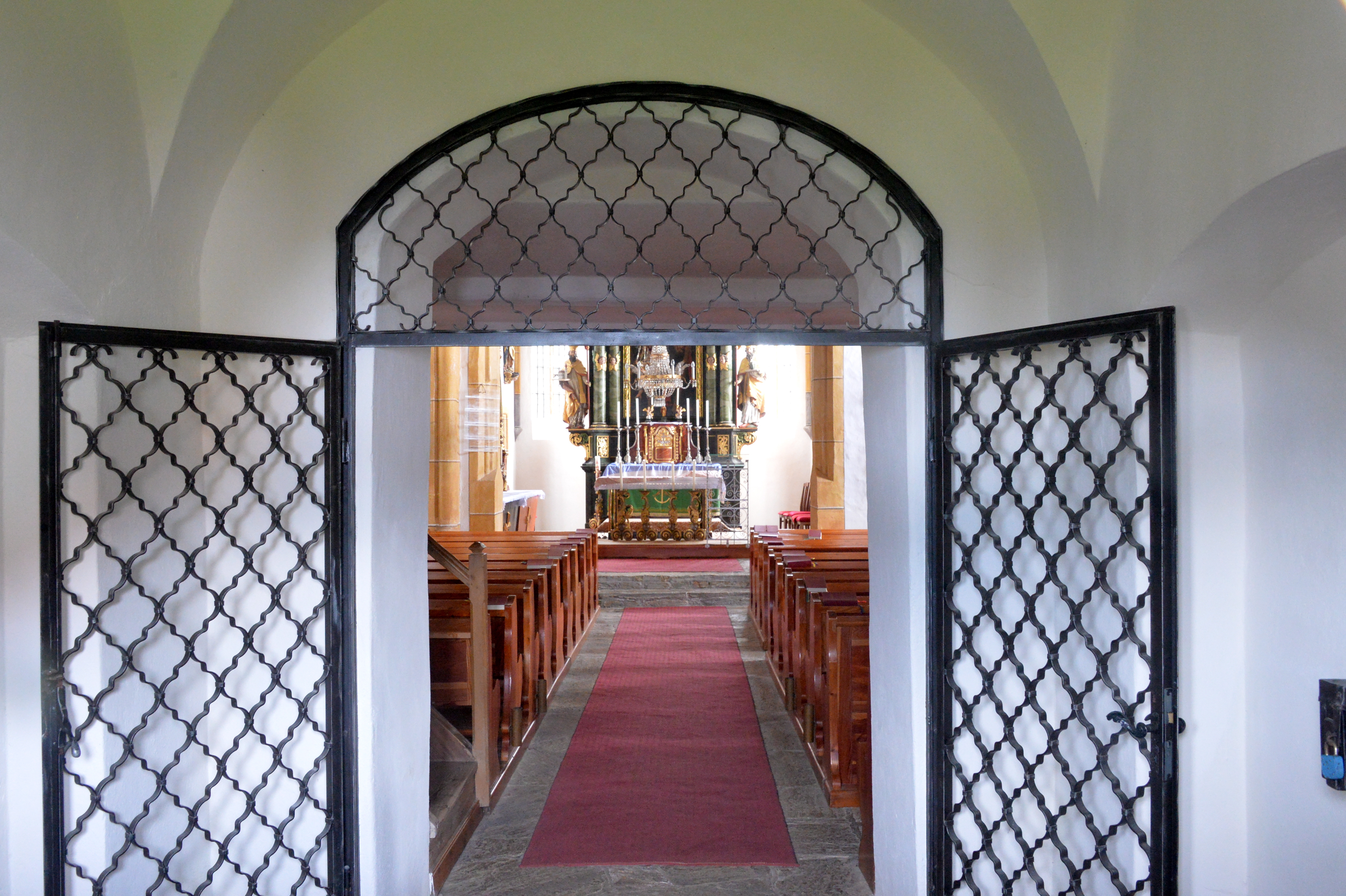
Kircheninneres

Die Filialkirche Gräbern steht auf einem Bergrücken in der Streusiedlung Gräbern in der Stadtgemeinde Wolfsberg im Bezirk Wolfsberg in Kärnten. Die dem Patrozinium des Heiligen Philippus und Jakobus unterstellte römisch-katholische Filial- und Wallfahrtskirche der Pfarrkirche Prebl gehört zum Dekanat Wolfsberg in der Diözese Gurk-Klagenfurt. Die Kirche und der Friedhof stehen unter Denkmalschutz (Listeneintrag).

## Geschichte
Der spätgotische Kirchenbau entstand in der Mitte des 15. Jahrhunderts. 1998/1999 wurde die Kirche außen restauriert.

## Architektur
Der spätgotische Kirchenbau mit einem Haupt- und Seitenschiff unter einem Holzschindeldach, mit einem Turm und einer Sakristei ist von einem ummauerten Friedhof umgeben.

## Ausstattung
Der barocke Hochaltar (um 1690) hat eine Ädikula über einem kleinen Sockel mit einer gestaffelten Doppelsäulenstellung und seitlichen Konsolfiguren unter Baldachinbögen, im gesprengten Segmentgiebel ist eine kleine Ädikula mit Pilastern und Säulen als Aufsatz, bekrönt von kleinen Voluten und der kleinen Figur des Hl. Michael. Er zeigt das Altarblatt der Heiligen Philippus und Jakobus und im Aufsatz ein Leinwandbild der Auffindung des Kreuzes. Er trägt die seitlichen Statuen der Hll. Wolfgang und Rupert sowie reizvolle Engelfiguren.
Eine gotische Madonnastatue aus dem Ende des 15. Jahrhunderts ist in Verwahrung.
Die Orgel baute in einem klassizistischen Gehäuse unter Verwendung eines älteren Werkes der Orgelbauer Carl Schehl aus Grätz. Eine Glocke nennt Martin Pucher 1784.

## Grabdenkmäler
Im Seitenschiff steht ein Steingrabmal als Tumba des Wilhelm von Zeltschach, des Gemahls der hl. Hemma von Gurk (995/1000–1045), der hier gestorben und begraben sein soll. Das Grabmal wurde 1691 bzw. 1694 errichtet.